# Fläskö
Fläskö är ett naturreservat i Borås kommun i Västra Götalands län.
Området är naturskyddat sedan 1979 och är 0,4 hektar stort. Reservatet omfattar ön med detta namn i Frisjön. Den består av en kulle bevuxen med blandskog med mest gran.